# Ancema agalla
Ancema agalla är en fjärilsart som beskrevs av Hans Fruhstorfer 1912. Ancema agalla ingår i släktet Ancema och familjen juvelvingar. Inga underarter finns listade i Catalogue of Life.